# Tornade d'Edmonton
La tornade d'Edmonton est une tornade de force F4 qui a ravagé le secteur de la région d'Edmonton, capitale de l'Alberta (Canada), le 31 juillet 1987. Elle est connue localement comme la Tornade du vendredi noir et il s'agit d'une des plus fortes tornades de toute l'histoire du Canada. Elle tue 27 personnes, soit la deuxième tornade la plus meurtrière des annales canadiennes, le long d'un corridor de 40 km de longueur et une largeur atteignant jusqu'à 1 km de largeur.

## Évolution météorologique

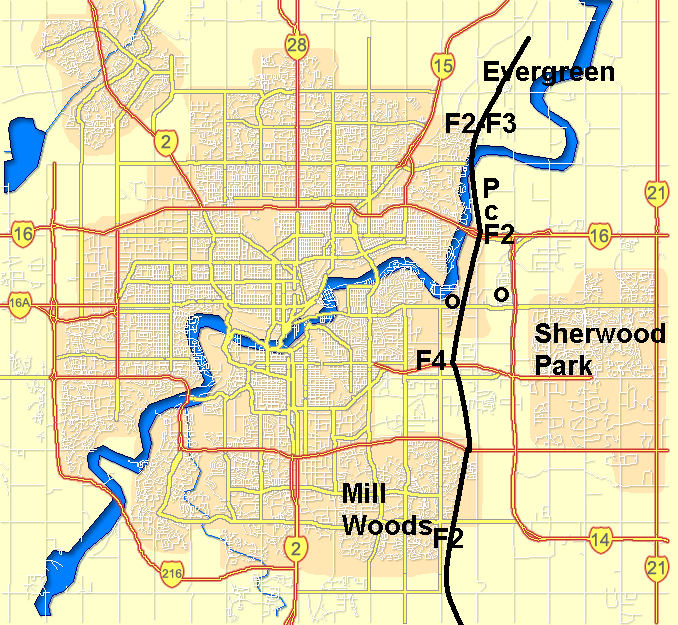
Trajectoire de la tornade. Les « O » représentent les raffineries, le « P » la centrale électrique et le « C » l'usine de la Celanese Canada.

Le matin du 31 juillet, le centre de prévision du Service météorologique du Canada constate un fort potentiel pour le développement d'orages violents au cours de la journée. À 13 h 40 locale, la première veille météorologique d'orages violents est émise pour la ville d'Edmonton et les comtés environnants. À 14 h 45, une alerte est émise alors que les premiers orages importants se déclenchent. Sept minutes plus tard, le système de Radiométéo Canada diffuse un message.
À peine sept minutes plus tard, 14 h 59, un citoyen signale qu'une tornade touche le sol près de la ville de Leduc, en banlieue sud d'Edmonton. À 15 h 4, l'alerte de tornade est émise sur Radiométéo Canada. À 15 h 25, la tornade est maintenant de force F3 et frappe le quartier sud-est appelé Mill Woods et à 15 h 30, elle est devenue un F4 ravageant la zone des raffineries dans l'est de la ville. Elle fera 12 victimes dans ce secteur. À 16 h 25, la tornade est revenue au niveau F2 et se dissipe finalement, non sans avoir fait 15 autres morts dans un quartier de maisons mobiles appelé Evergreen Trailer Park,.

## Impacts
Le Service météorologique a estimé que les vents équivalents dans cette tornade ont été au maximum de 400 km/h. Une étude du département des sciences atmosphériques et océaniques de l'Université McGill mentionne que les vents ont même atteint 425 km/h, ce qui en ferait une F5 minimale (+ de 419 km/h),. Cependant, la seule F5 reconnue officiellement au Canada est celle de Elie (Manitoba) en 2007.
Le long de son tracé, la tornade a tué 27 personnes, fait plus de 300 blessés et détruit plus de trois cents maisons et au moins un réservoir de pétrole qui était vide. Les dommages matériels ont été évalués à 330 millions $Can de 1987, soit environ 558 millions $Can de 2009,.
En plus de la tornade, des grêlons d'environ 10 cm de diamètre et de 40 à 50 mm de pluie sont tombés avec l'orage.
Les pompiers, ambulanciers et le service de police se sont immédiatement rendus sur les lieux. Le personnel de secours et les hélicoptères du Ministère de la défense du Canada, à la base en banlieue nord d'Edmonton, ont également prêté main-forte. Le centre de réponse aux urgences de l'Alberta a coordonné les secours avec la Sécurité publique Canada, cette dernière envoyant un représentant au poste de commandement. Les dommages à la raffinerie ont fait craindre un incident environnemental et une équipe d'experts a été envoyée sur place.

## Retombées
Les secours se sont échelonnés durant environ trois semaines. Le gouvernement albertain a annoncé à la fin d'août 1987, la création d'un plan d'assistance aux victimes avec l'aide du gouvernement du Canada.
Bien que le centre de prévision local du Service météorologique du Canada (SMC) ait envoyé des alertes météorologiques aux populations à temps, un manque de coordination dans les médias a retardé leur diffusion. Une commission d'enquête fut créée pour étudier ce cas et recommanda, entre autres, la mise sur pied d'un réseau consacré à l'information météorologique. Des pressions du secteur privé de télédiffusion ont empêché que le réseau déjà existant du SMC, Radiométéo Canada, soit celui choisi pour cette expansion. C'est ainsi que la chaîne de télévision MétéoMédia/Weather Now, spécialisée en informatique météorologique, entre en ondes le 1er septembre 1988 à travers le Canada.
Cependant, en Alberta, la diffusion des alertes a fait l'objet d'une entente entre le secteur public et les diffuseurs privés pour améliorer le temps de réponse. Ce système est également utilisé pour l'envoi d'alertes AMBER lors de la disparition d'enfants.
Finalement, un radar météorologique comportant la fonction Doppler permettant de repérer les rotations dans les orages fut implanté à Carvel, en banlieue d'Edmonton, au début des années 1990. Il s'agissait d'un des trois seuls de ce type en opération au Canada à cette époque. Quand le réseau canadien de radars météorologiques fut élargi et modernisé avec cette fonction, Carvel fut intégré.